# 時間の翼
『時間の翼』（ときのつばさ）はZARDの9作目のオリジナルアルバム。2001年2月15日にビーグラム・レコーズからリリースされた。

## リリース
本作の特徴は7枚目のアルバム『TODAY IS ANOTHER DAY』以降の流れで、オリジナルアルバム初出の曲が少なく、表題曲はサビの部分しか完成していなかった。1999年4月発売のシングル「MIND GAMES」は、ベスト・アルバム『ZARD BEST 〜Request Memorial〜』に収録されたため、本作には未収録となった。
アルバムが発売された当初、ノンタイアップ曲は「hero」のみだったが、同年の12月20日に、コナミから発売された恋愛シミュレーションゲーム『ときめきメモリアル3 〜約束のあの場所で〜』のエンディング曲となり、2002年1月30日に発売されたサウンドトラック『ときめきメモリアル SOUND BLEND 〜featuring ZARD〜』に原曲アレンジが収録されている。
本作はデビュー10周年に発売されたことから、「揺れる想い」と「負けないで」のリミックスバージョンも収録。この2曲が非常に演奏分数が長いため、本作は前作より収録曲が1曲少ないが、ZARDオリジナルアルバムで最も総収録時間が長い作品となっている。

## リアレンジでの再発売
ZARDのアルバムで唯一の廃盤作品となっており、正確な廃盤時期は公表されていない。本作を廃盤にした理由に関して、担当制作ディレクターは、（本作がリリースされた）2001年当時、ヒップホップやR&Bが台頭し、坂井泉水自身もラップに挑戦したりと、新たな音楽性を模索していた時期に完成させたのがこのアルバムで、坂井はレコーディングにかなり苦戦しながらも、最終的に最善を尽くしたものをリリースしたという。しかし「『ZARDの作品としてどこか納得がいかない』というような話が坂井と長戸大幸の間であり、2人の間でじっくり時間をかけてきちんと作り直し、いつか良いタイミングに発表し直そう」という理由で一旦廃盤にするということになったと語っている。
上述の通り、長年廃盤の時期が続いていたが、2021年のデビュー30周年記念の一環として過去に発表された全スタジオ・アルバムのリマスター再発に伴い、20年の時を経て長戸大幸完全プロデュースによるリアレンジを施し「時間の翼 〜30th Anniversary〜」として現行リリースされた。再発売に伴い、全曲で鶴澤夢人によって編曲がリアレンジされている。また、当初10周年記念として収録されていた「揺れる想い」と「負けないで」のGomiによるリミックスは収録されていない。
なお、主要音楽配信サイトおよび定額制サブスクリプションサービスでは、今作のリアレンジ盤（30th Anniversary）のみが配信されている。その為「promised you ~with P-edition~」「窓の外はモノクローム」「明日もし君が壊れても」「世界はきっと未来の中 ~another style21~」「hero」「揺れる想い (Gomi's New York Remix)」「負けないで (Gomi's 10th Anniversary Special Mix)」「時間の翼」のオリジナル音源はいずれも、未配信状態となっている。

## チャート成績
オリジナルアルバムでは、最後のオリコンチャート1位獲得作となった。

## 収録曲
| 全作詞: 坂井泉水。 |                                                     |           |                |                    |       |
| #                  | タイトル                                            | 作詞      | 作曲           | 編曲               | 時間  |
| 1.                 | 「Get U're Dream」                                  | 坂井泉水  | 大野愛果       | 葉山たけし         | 5:11  |
| 2.                 | 「この涙 星になれ」                                 | 坂井泉水  | 岩井勇一郎     | 古井弘人           | 5:32  |
| 3.                 | 「promised you」(with P-edition)                    | 坂井泉水  | 栗林誠一郎     | Cybersound         | 5:36  |
| 4.                 | 「痛いくらい君があふれているよ」                    | 坂井泉水  | シオジリケンジ | シオジリケンジ     | 4:46  |
| 5.                 | 「窓の外はモノクローム」                            | 坂井泉水  | 岩井勇一郎     | 大賀好修           | 5:13  |
| 6.                 | 「お・も・ひ・で」                                  | 坂井泉水  | 寺尾広         | 古井弘人、徳永暁人 | 4:15  |
| 7.                 | 「明日もし君が壊れても」                            | 坂井泉水  | 大野愛果       | 徳永暁人           | 4:14  |
| 8.                 | 「世界はきっと未来の中」(another style 21)          | 坂井泉水  | 岩井勇一郎     | 徳永暁人、大賀好修 | 3:58  |
| 9.                 | 「hero」                                            | 坂井泉水  | 大野愛果       | 大賀好修           | 4:56  |
| 10.                | 「揺れる想い」(Gomi's New York Remix)               | 坂井泉水  | 織田哲郎       | （リミックス）Gomi | 10:40 |
| 11.                | 「負けないで」(Gomi's 10th Anniversary Special Mix) | 坂井泉水  | 織田哲郎       | （リミックス）Gomi | 8:07  |
| 12.                | 「時間の翼」                                        | 坂井泉水  | 大野愛果       | 徳永暁人           | 2:29  |
| 合計時間:          | 合計時間:                                           | 合計時間: | 合計時間:      | 65:26              |       |

## 楽曲解説
1. Get U're Dream
32ndシングルの表題曲。このアルバム唯一の葉山たけしによる編曲。「駆け抜けた夏」をテーマに詞が書かれた。
2. この涙 星になれ
31stシングルの表題曲。この曲を収録したアルバムは本作のみである。
3. promised you 〜with P-edition〜
33rdシングルの表題曲。「新しいはじまりを予感させるようなイメージにしたかった」ということで、イントロに小野塚晃によるピアノが追加されたアルバムバージョンになっている。このアルバム唯一の栗林誠一郎による作曲。なお、リアレンジ盤では ″with P-edition″ という注記が外されている。
4. 痛いくらい君があふれているよ
30thシングルの表題曲。世界がネットワークでつながっているような近未来的な感じをイメージして作られ、ZARDにしては珍しく、R&B・ヒップホップの要素を取り入れた作品。なお、収録アルバムは本作のみである。
5. 窓の外はモノクローム
日本テレビ系「週刊ストーリーランド」エンディング・テーマとして使用された。
アルバム発売時に制作されたビデオクリップでは、黒いジャケットを着た坂井泉水が、夜のシドニーの街並を歩く様子を撮影した映像を使用している[5]。
6. お・も・ひ・で
31stシングル「この涙 星になれ」のカップリング曲。
7. 明日もし君が壊れても
1998年にWANDSに提供した楽曲のセルフカバー。2008年発売のベストアルバム『ZARD Request Best 〜beautiful memory〜』では投票29位にランクインし、葉山たけしによるリアレンジが施され収録された。
8. 世界はきっと未来の中 〜another style 21〜
29thシングルの表題曲。アレンジの異なるアルバムバージョン。ドラムなどのミックスが変更されている。シングルバージョンで編曲に参加していたシオジリケンジは、アルバムバージョンには参加していない。なお、リアレンジ盤では ″another style 21″ という注記が外されている。
9. hero
歌詞中の二人が結婚する前提で詞は書かれ、ウエディングソングや好きな人へのプレゼントにして欲しいと願い込めて作られた。
2008年発売のベストアルバム『ZARD Request Best 〜beautiful memory〜』では投票19位にランクインし、葉山たけしによるリアレンジバージョンで収録された。
10. 揺れる想い (Gomi's New York Remix)
10周年記念ということで作られた、8thシングルのリミックスバージョン。曲の時間が10分を超えるほど長い。『Cool City Production vol.6 ZARD 〜WHAT RARE TRACKS!〜』に収録。
なお、リアレンジ盤には未収録である。
11. 負けないで (Gomi's 10th Anniversary Special Mix)
10周年記念ということで作られた、6thシングルリミックスバージョン。こちらも8分ほどある。『Cool City Production vol.6 ZARD 〜WHAT RARE TRACKS!〜』に収録された。なお、リアレンジ盤には未収録である。
12. 時間の翼
今作の表題曲。NTT西日本「フレッツ・ISDN」CMソング。曲の冒頭から徐々にフェイドインする構成になっているが、2番のサビ以降の部分しか完成しておらず、総演奏時間も2分29秒と短くなっている。この曲の完成版が『止まっていた時計が今動き出した』に収録されているが、キーやアレンジが変更になっている。また、2008年発売のベストアルバム『ZARD Request Best 〜beautiful memory〜』では投票28位にランクインしたが、2004年発売『止まっていた時計が今動き出した』収録の完成版の方が収録されている。またビデオクリップも制作されており、赤いセーターを着た坂井泉水が、シドニーの街を犬と散歩したりする様子を収録した映像を使用している。CDジャケットにもこの時に撮影されたシドニーでの写真が使用されている[5]。なお、リアレンジ盤では ″30th Anniversary″ という注記が新たに付けられている。

## 参加ミュージシャン
ZARD
- 坂井泉水：Vocal (全曲)、Voices (#1,4)

Guest Musicians
- 大野愛果：Voices (#1,4,6,8,9)
- 大田紳一郎：Voices (#5,6,7,8)
- マイケル・アフリック：Voices (#1,3,5)
- 伊藤工：Voices (#2,4)
- 高原由妃：Voices (#2,5)
- 春名俊希：Voices (#2,4)
- 生沢佑一：Voices (#10,11)
- 大黒摩季：Voices (#10,11)
- 栗林誠一郎：Voices (#10,11)
- ふるかわ❤︎魔法：Voices (#4)
- 山本涼子：Voices (#8)
- 山本耕史：Voices (#8)
- 岡本仁志：Voices (#8)
- 大賀好修：Additional Guitars (#2,4,5,6,8)、Programming (#5,8,9)、Voices (#8)
- 徳永暁人：Additional Guitars (#7,8,12)、Bass (#7,12)、Programming (#7,8,12)、Voices (#12)
- 葉山たけし：Additional Guitars (#1)、Programming (#1)
- 鈴木英俊：Additional Guitars (#2)
- 綿貫正顕：Additional Guitars (#2)
- デヴィッド・アッカー：Electric Guitar (#11)
- リッチー・グッズ：Electric Bass (#11)
- 小野塚晃：Acoustic Piano (#3)
- シオジリケンジ：Additional Keyboards & Voices (#4)
- 古井弘人：Programming (#2,6)
- Gomi：Programming (#10,11)
- Cybersound：Programming (#3)
- 中尾弘：Programming (#4)
- ジョン・ロバーツ：Drums (#11)
- ダニー・サダウニック：Percussion (#11)
- 勝田一樹：Sax (#5)
- ディノ・ゴボーニ：Sax & Flute (#11)
- トニー・カッドレック：Trumpet (#11)
- ジョン・ホイーラー：Trombone (#11)